# Johanna Enlists
Johanna Enlists és una pel·lícula muda dirigida per William Desmond Taylor i produïda i protagonitzada per Mary Pickford. Basada en el relat “The Mobilization of Johanna” de Rupert Hugher adaptat per Frances Marion, es va estrenar el 29 de setembre de 1918, en plena Primera Guerra Mundial quan les pel·lícules patriòtiques eren molt populars.

## Argument
La Johanna, que viu en una granja de Pennsilvània amb els seus pares, el seu germà i les seves germanes bessones, somia amb conèixer un noi maco que aporti romanticisme ¡ emoció a la seva trista vida. L’únic home que sembla fer-li cas és un guardafrens que resulta estar casat. El seu desig es veu complert quan tot un regiment de reclutes de la Primera Guerra Mundial acampa a la granja del seu pare. De sobte esdevé el centre d'atenció per lo que Johanna decideix embellir-se prenent un bany de llet a la lleteria, però mentre es banya el jove tinent Le Roy irromp de sobte. Els seus crits atrauen el soldat Vibbard que insulta el tinent per lo que és arrestat. Els dos homes estan enamorats de Johanna però a la cort marcial ella coneix i s'enamora del capità Van Rensaller. Le Roy retira els càrrecs contra Vibbard i Johanna marxa amb el seu capità i el regiment per casar-se.

## Repartiment
- Mary Pickford (Johanna Renssaller)
- Anne Schäfer (Ma Renssaller)
- Fred Huntley (Pa Renssaller)
- Monte Blue (soldat Vibbard)
- Wallace Beery (coronel Fanner)
- Douglas MacLean (capità Archie van Renssaller)
- Emory Johnson (tinent Frank Le Roy)
- John Steppling (major Wappington)
- Wesley Barry (germà de Johanna)
- June Prentis (germana de Johanna)
- Jean Prentis (germana de Johanna)
- Bull Montana (guardafrens)
- Joan Marsh